# Josip Elic
Josip Elic (nato Joseph Elich Jr.; Butte, 10 marzo 1921 – River Edge, 21 ottobre 2019) è stato un attore statunitense.

## Filmografia parziale

### Cinema
- Sindacato assassini (Murder, Inc.), regia di Burt Balaban e Stuart Rosenberg (1960)
- Tre passi dalla sedia elettrica (Convicts 4), regia di Millard Kaufman (1962)
- Santa Claus Conquers the Martians, regia di Nicholas Webster (1964)
- Per favore, non toccate le vecchiette (The Producers), regia di Mel Brooks (1967)
- Un uomo per Ivy (For Love of Ivy), regia di Daniel Mann (1968)
- Trilogy, regia di Frank Perry (1969)
- Chi è Harry Kellerman e perché parla male di me? (Who Is Harry Kellerman and Why Is He Saying Those Terrible Things About Me?), regia di Ulu Grosbard (1971)
- The Stoolie, regia di John G. Avildsen e George Silano (1972)
- Il piccolo Billy (Dirty Little Billy), regia di Stan Dragoti (1972)
- Il segreto della vecchia signora (From the Mixed-Up Files of Mrs. Basil E. Frankweiler), regia di Fielder Cook (1973)
- Qualcuno volò sul nido del cuculo (One Flew Over the Cuckoo's Nest), regia di Miloš Forman (1975)
- Il più grande amatore del mondo (The World's Greatest Lover), regia di Gene Wilder (1977)
- Black Rain - Pioggia sporca (Black Rain), regia di Ridley Scott (1989)

### Televisione
- Kraft Television Theatre – serie TV, un episodio (1956)
- The Phil Silvers Show – serie TV, un episodio (1959)
- The DuPont Show of the Month – serie TV, un episodio (1959)
- Peter Gunn – serie TV, episodio 3x22 (1961)
- The Dick Powell Show – serie TV, episodio 1x05 (1961)
- Corruptors (Target: The Corruptors) – serie TV, episodio 1x11 (1961)
- Ai confini della realtà (The Twilight Zone) – serie TV, 2 episodi (1961-1962)
- Follow the Sun – serie TV, episodi 1x05-1x29 (1961-1962)
- ABC Stage 67 – serie TV, episodio 1x14 (1966)
- The Halloween That Almost Wasn't – film TV (1979)